# 染料文字衣科
染料文字衣科（学名：Roccellographaceae），是星裂菌目的一属真菌。

## 下级分类
本科包括以下属：
- Dimidiographa D.Ertz & A.Tehler, 2011
- Fulvophyton Ertz & Tehler
- 染料文字衣属 Roccellographa J.Steiner, 1902